# Jan Szczurek
Jan Szczurek (ur. 2 grudnia 1949 w Skrzypcu powiat prudnicki) – polski poeta, reprezentant środowiska wiejskiego.

## Życiorys
Ukończył studia magisterskie na Wydziale Rolniczym Akademii Rolniczej we Wrocławiu (1970–1975) i Międzywydziałowe Studium Pedagogiczne (1976-1977) oraz studia podyplomowe na Wydziale Prawa i Administracji na Uniwersytecie Opolskim – Integracja Europejska (2005) i Prawo i Administracja (2011). Członek Konfraterni Poetów w Krakowie, Nauczycielskiego Klubu Literackiego w Opolu oraz Robotniczego Stowarzyszenia Twórców Kultury w Nysie.

## Twórczość
Debiutował tryptykiem Wrocławskie jaśminy, Tańczyć z Tobą, Dziękuję Ci Mamo w 1973.

## Zbiory wierszy
- W poszukiwaniu panaceum[2]
- Czy to Ty[3]
- Czasomierz człowieka[4]

Wiersze drukował w wydaniach zbiorowych i almanachach:

### Wydania polskie
- Kiedy gwar miasta cichnie[5]
- Ukochali słowo[6]
- Ważne staje się wszystko[7]
- Wigilie słowa[8]
- Ojczyzny naszych serc[9]
- Kolęda bezdomnego[10]
- Świętość codzienna[11]
- Wspólnota poezji[12]
- Godność[13]
- Słowo nie umiera[14]
- Zasłuchany w ciszę[15]
- Z uśmiechem[16]
- Jaka Polszczyzna taka ojczyzna[17]
- Z górami w tle[18]
- Pejzaż intymny[19]
- Na Roz-Staju[20]
- Nareszcie wiosna[21]
- Prudnik miasto pogranicza[22]
- Odsłonić słowo[23]
- Wierność[24]
- Osobność[25]
- Dziel się życiem[26]
- Spojrzenie w przyszłość[27]
- Poza czasem[28]
- Drogą Franciszka[29]
- I co dalej nadziejo[30]
- Imiona miłości[31]
- Portretowisko[32]
- Zapisane w Białej[33]
- Sumienie Narodu[34]
- Nasi Bracia Mniejsi[35]
- Muśnięcie piórem[36]
- Ile dziecka w poecie[37]
- Powroty do Matejki[38]
- Tam i z powrotem (Tam a späť)[39]
- Oswajanie lęku[40]
- Zmieścić się w słowie[41]
- Zderzenie z Niepodległą[42]

### Wydania czeskie
- Údolí Slov (Dolina słowa)[43]
- Na Křídlech (Na skrzydłach)[44]
- Našlapování v podzimním listí (Złapani w jesienne liście)[45]
- Barevná Archa Slov (Słowa w kolorze Archa)[46]
- Brána Svetů (Brama Świata)[47]
- Časoměr člověka (Czasomierz człowieka). Překlad František Všetička[4].

## Wyróżnienia
- Nagroda im. Herlinga-Grudzińskiego „Świętokrzyski Gustaw” w kategorii: poezja i krytyka literacka (2018)
- Dyplom Rady Krajowej Robotniczych Stowarzyszeń Twórców Kultury za szczególne osiągnięcia w dziedzinie twórczości i w upowszechnianiu kultury (2014)
- Dyplom Rady Krajowej Robotniczych Stowarzyszeń Twórców Kultury za szczególne osiągnięcia działalność społeczną w ruchu twórczym (2009)